# Ganac
Ganac és un municipi francès del departament de l'Arieja i la regió d'Occitània.